# شخص زرین (آلبوم)
 «شخص زرین» (اسپانیایی: El Dorado‎) یازدهمین آلبوم استودیویی خواننده کلمبیایی شکیرا است که در ۲۶ مه ۲۰۱۷ منتشر شد.